# 布卡漫画
布卡漫画是一个于2011年成立的网络漫画平台，由珠海布卡科技有限公司營運，官方吉祥物為「布卡獸」，官方萌擬人化形象為「布卡娘」。

## 发展历程
2012年12月13日，布卡漫画的运营方珠海布卡科技有限公司在珠海市工商行政管理局登记成立。2015年，首先取得竹书房授權正版簡體中文電子漫畫，2016年4月24日，竹书房首批正版漫画上线。2015年9月份，开始下架盜版漫畫，部分作品已改编为影视、动画和电子游戏。陸續取得一迅社、雙葉社、愛尼曼數位科技、尖端出版、朝日新聞出版、首爾文化社、鶴山文化社、大元 C.I.、Earth Star Entertainment授權正版簡體中文電子漫畫。
2016年1月19日，bilibili宣布将与布卡漫画联合代理发行手機遊戲《战舞幻想曲》，bilibili游戏事业部总经理高楠楠表示，2016年“开放与联合”将成为二次元领域的一大趋势，bilibili和布卡漫画针对《战舞幻想曲》的合作或许会成为很好的引领和尝试。
一迅社授權布卡漫画發行《Comic百合姬》簡體中文電子版。2018年10月17日，布卡漫画宣布一迅社授权方式变更，布卡平台不再提供完整的《Comic百合姬》期刊，除现有连载中作品之外，一般不再提供单话作品，即新作品方面，今后只提供连载作品；并且无论是否是VIP会员，今后所有章节一律改为收费。
2019年8月末，布卡漫畫上的一迅社與竹書房授權漫畫全部下架。
另外，日本漫画家貓豆腐曾經授權布卡漫畫連載的漫畫《别当欧尼酱了！》簡體中文電子版在bilibili漫画上架时的公告〈作者寄语〉（标记更新时间为2022年7月14日）提到，由于原连载平台（布卡漫画）破产，才改在bilibili漫画继续连载。

## 争议
2020年11月，布卡漫画因存在侵害用户权益以及安全隐患问题遭广东省通信管理局通报。

## 停止运营
2023年8月，布卡漫画停止了运营。

## 外部連結
- 布卡漫画 （页面存档备份，存于）